# Farhang Ghassemi
 (mars 2012).
Farhang Ghassemi, né en 1948, est aujourd'hui un homme engagé dans la lutte pour le respect de l'universalité des Droits de l'Homme en Iran. À travers de nombreuses actions et publications , il apparaît comme un opposant au régime islamique en Iran. En France et en Europe, il s'engage pour la formation et l'éducation supérieure.

## Biographie
Né en Iran le 1er janvier 1948 à Dargaz, il est fondateur de Groupe Social Démocrate laïque d'Iran.  il lutte depuis plus de quarante ans pour les libertés d'opinion et d'expression en Iran. Il lutte sans cesse à travers différentes actions pour la démocratie, la république et le respect de la Charte Internationale Des Droits de l'Homme. 

Farhang Ghassemi est le  descendant d'une famille politiquement engagée, son père Abolfazl GHASSEMI était écrivain et secrétaire général du parti Iran Social Démocrate  Très tôt, il s'intéresse aux mouvements sociaux politiques, c'est dans cette voie qu'il entreprend ses études. Au cours de ses recherches il s'est particulièrement intéressé au syndicalisme en Afrique du Nord, en Pologne et bien évidemment en Iran. Aujourd'hui, une partie de ses publications sont accessibles sur son blog . 

## Parcours professionnel et associatif
Diplômé d'Industrial Management de Gestion Approfondie et de la Direction d'Entreprise  de Sciences Politiques, il devient ensuite professeur en management et stratégie d'entreprise. C'est en 1988 qu'il fonde le Groupe Cogefi, dont il est encore Président Directeur Général. 
Aujourd'hui encore très engagé, il est à la tête de nombreuses fonctions :
- Président Directeur Général du Groupe COGEFI
- Fondateur de l'Alliance des Écoles de France (ADEFE)
- Cofondateur du Collège de intelligence Économique
- Instructeur  assermenté de l'Office Professionnel de Qualification de Formation en France jusqu'en 2010
- Élu et membre au comité de la Fédération Européenne des Écoles (FEDE)/ Délégué aux Droits de l'Homme
- Responsable du site web rangin-kaman, un site engagé sur démocratie république et laïcité et promouvoir les droits de l'homme
- Écrivain

### Ses publications
Syndicalisme en Iran 1904 - 1941 en 1983
Syndicalisme en Pologne en 1983
De Réza khan à réza Shah en 1985
Syndicalisme dans tiers monde en 1986
Syndicalisme et mouvements sociaux en Iran 1900 - 1953 en janvier 2006
Mouvement pour le suffrage universel et la souveraineté nationale en Iran en mars 2011

### Partage des connaissances
La notion du partage des connaissances est très importante pour lui, c'est pour cela qu'après être devenu professeur, il ouvre en 1988 une première école afin d'offrir la possibilité à des jeunes diplômés d'accéder à des formations en alternance. Afin d'aider plus d'étudiants, il rachète une école parisienne, aujourd'hui appelée Cogefi-Paris. Il s'engage personnellement dans les organismes européens de formation (FEDE) et développe des organismes regroupant de nombreuses écoles afin de faciliter l'apprentissage des étudiants.

### Respect des droits de l'homme
Depuis plus de trente ans, il s'oppose au régime Islamique mis en place en Iran qui s'avère inconstitutionnel et ne respecte pas les Droits de l'Homme. Pour faire face à cela, il participe à de nombreuses conférences telles que le forum d'Oslo en 2010, rédige de nombreux articles dénonçant le régime Iranien, tout comme son ouvrage Syndicalisme et Mouvement en Iran.